# 태조 왕건 (영화)
봉한 대한민국의 영화이다.

## 캐스팅
- 신영균: 태조 왕건 역
- 박암: 궁예 역
- 박경주: 견훤 역
- 김명진
- 김지미
- 허장강
- 안인숙
- 사미자
- 김소은
- 김동원
- 최성호
- 김석훈
- 백일섭
- 추석양
- 김홍규
- 성소민
- 이성섭
- 윤일주
- 임해림
- 라일
- 임성포
- 최재호
- 이성일
- 김문주
- 최일
- 주종석
- 김월성
- 남충일

## 같이 보기
- 태조 왕건 (드라마)